# リアム・ベルチャー
リアム・ベルチャー（Liam Belcher、1996年4月28日）は、ウェールズ出身のプロラグビー選手。ユナイテッド・ラグビー・チャンピオンシップのカーディフに所属している。

## 経歴
カーディフ（ウェールズ）のアカデミー在籍を経て、2014年11月にカーディフでプロ選手デビューを果たした。
2015年、U20ウェールズ代表としてU20チャンピオンシップに出場した。
2017年にドラゴンズに移籍。
2018年、カーディフと再契約した。
2025年6月、ウェールズ代表の日本遠征メンバーに選ばれて、同年7月5日に行われたリポビタンDチャレンジカップ2025日本戦にて途中出場でウェールズ代表初キャップ獲得。。